# Ixora luzoniensis
Ixora luzoniensis är en måreväxtart som beskrevs av Elmer Drew Merrill. Ixora luzoniensis ingår i släktet Ixora och familjen måreväxter. Inga underarter finns listade i Catalogue of Life.